# Zofia Rudnicka (choreograf)
Zofia Rudnicka (ur. 12 września 1948 w Krakowie) – polska tancerka, choreografka i aktorka, wykładowczyni Uniwersytetu Muzycznego Fryderyka Chopina w Warszawie.

## Życiorys
Ukończyła Szkołę Baletową im. Romana Turczynowicza. Występowała w Teatrze Wielkim w Warszawie jako solistka baletu, przygotowywała choreografię do oper i baletów. Od lat 70. związana z TVP, uczestniczyła w licznych programach rewiowych, muzycznych i baletowych. Tworzyła układy taneczne dla recitali, pokazów mody, festiwali piosenki oraz filmów baletowych. Współpracowała również z Teatrem Rozrywki w Chorzowie, Teatrem Dramatycznym im. Jerzego Szaniawskiego w Płocku, Teatrem Syrena w Warszawie, Gliwickim Teatrem Muzycznym oraz Operetką − Mazowieckim Teatrem Muzycznym.
W latach 70. występowała jako aktorka w Kabarecie Olgi Lipińskiej. W 1995 ponownie nawiązała współpracę z reżyserką i objęła kierownictwo nad choreografią w Kabarecie (aż do jego rozwiązania w 2005). W nowej edycji programu trzykrotnie pojawiła się jako aktorka w odcinkach: Postmoderna i pokropek (1996), Dziady na czatach (1998) i Nowe otwarcie (2001).
Wystąpiła w polskich filmach: Kontrakt (1980), Pas de deux (1990) i Bank nie z tej ziemi (1993–1994).
W 2003 uzyskała nagrodę Złotej Maski za choreografię do przedstawienia baletowego Rudolf Valentino z muzyką Krzesimira Dębskiego, w 2013 otrzymała nagrodę ZAiKS-u za twórczość choreograficzną.
Obecnie jest adiunktem na Uniwersytecie Muzycznym Fryderyka Chopina, gdzie wykłada kompozycję tańca. Współpracuje z TVN (m.in. z programem You can dance).